# Leptoteleia radeki
Leptoteleia radeki är en stekelart som beskrevs av Lubomir Masner 1978. Leptoteleia radeki ingår i släktet Leptoteleia och familjen Scelionidae. Inga underarter finns listade i Catalogue of Life.